# Matías Fernández Cordero
Matías Ignacio Fernández Cordero (Valparaíso, 14 de agosto de 1995) es un futbolista chileno. Juega de defensa o mediocampista en Independiente del Valle en la Serie A de Ecuador.

## Trayectoria
Arribó a los once años a las divisiones inferiores del club Santiago Wanderers de su ciudad natal, Valparaíso, tras ser parte de la selección del Colegio Salesiano del mismo lugar. Su buen rendimiento, tanto a nivel juvenil como en amistosos con el primer equipo, lo llevó a ser incluido en la lista de citados para un partido frente a Santiago Morning válido por la Copa Chile 2012, pero permanecería en la banca sin llegar a debutar.
A finales de 2013 obtendría su mayor logro al conquistar el Torneo Clausura Sub-19, siendo parte fundamental del equipo. Pese a ello, se mantendría jugando en las divisiones inferiores, llegando a ser el capitán de su categoría. El salto definitivo al primer equipo caturro lo dio en la temporada Temporada 2015/16, debutando en un encuentro frente a San Luis de Quillota válido por la Copa Chile 2015/16, donde su equipo obtendría un empate a un gol.
Tras su debut en el primer equipo porteño no sumaría muchos minutos, sino hasta la llegada del Director Técnico Alfredo Arias, quien lo haría alternar en la titularidad durante el Clausura 2016, convirtiendo su primer gol profesional frente a Huachipato. Para el Apertura 2016 comenzaría a ganarse la titularidad, llegando a jugar todos los partidos que disputó su equipo durante aquel semestre. 
A mediados de 2017, con la llegada de Nicolás Córdova a los porteños, pasaría de ser un lateral-volante a jugar en delantera, puesto en el cual logró el título de campeón de la Copa Chile de aquel año. Durante esta misma temporada viviría un descenso a la segunda categoría.
Para la Temporada 2018 sería uno de los jugadores más destacados durante la participación de su equipo durante la Copa Libertadores 2018 llegando a ser jugador del partido en el primer partido frente a Melgar de Perú en la tercera fase para después ser una alternativa recurrente en la Primera B.
En febrero de 2021 es anunciado como nuevo refuerzo de Unión La Calera. Tras buenas campañas, el 6 de julio de 2022 es anunciado como nuevo jugador del Independiente del Valle de la Serie A de Ecuador, donde el 1 de octubre de este mismo año ganaría la Copa Sudamericana 2022, imponiéndose 2-0 ante São Paulo Futebol Clube y siendo titular durante todo el partido.

## Selección nacional
Fue nominado por primera vez en la selección de Chile por Eduardo Berizzo para las fechas 3 y 4 de las clasificatorias de Norteamérica 2026 ante Perú y Venezuela.

#### Participaciones en Clasificatorias a Copas del Mundo
| Eliminatorias                   | Sede       | Resultado   | Posición | Partidos | Goles |
| ------------------------------- | ---------- | ----------- | -------- | -------- | ----- |
| Eliminatorias Norteamérica 2026 | Sudamérica | Por definir |          | 1        | 0     |

#### Partidos internacionales
Actualizado hasta el 12 de octubre de 2023.
| Partidos internacionales | Partidos internacionales | Partidos internacionales            | Partidos internacionales | Partidos internacionales | Partidos internacionales | Partidos internacionales | Partidos internacionales | Partidos internacionales | Partidos internacionales            |
| N.º                      | Fecha                    | Estadio                             | Local                    | Resultado                | Visitante                | Goles                    | Asistencias              | DT                       | Competición                         |
| ------------------------ | ------------------------ | ----------------------------------- | ------------------------ | ------------------------ | ------------------------ | ------------------------ | ------------------------ | ------------------------ | ----------------------------------- |
| 1                        | 12 de octubre de 2023    | Estadio Monumental, Santiago, Chile | Chile                    | 2-0                      | Perú                     |                          |                          | Eduardo Berizzo          | Clasificatorias a Norteamérica 2026 |
| Total                    | Total                    | Total                               | Presencias               | 1                        | Goles                    | 0                        | 0                        |                          |                                     |

| Selección chilena | Selección chilena | Selección chilena |
| Año               | Partidos          | Goles             |
| ----------------- | ----------------- | ----------------- |
| 2023              | 1                 | 0                 |
| Total             | 1                 | 0                 |

## Estadísticas

### Clubes
| Club                              | Div.          | Temporada     | Liga  | Liga  | Copas nacionales | Copas nacionales | Torneos internacionales | Torneos internacionales | Total | Total |
| Club                              | Div.          | Temporada     | Part. | Goles | Part.            | Goles            | Part.                   | Goles                   | Part. | Goles |
| --------------------------------- | ------------- | ------------- | ----- | ----- | ---------------- | ---------------- | ----------------------- | ----------------------- | ----- | ----- |
| Santiago Wanderers · Chile        | 1.ª           | 2015-16       | 14    | 1     | 3                | 0                | —                       | —                       | 17    | 1     |
| Santiago Wanderers · Chile        | 1.ª           | 2016-17       | 22    | 0     | 2                | 0                | —                       | —                       | 24    | 0     |
| Santiago Wanderers · Chile        | 1.ª           | 2017          | 12    | 1     | 6                | 0                | —                       | —                       | 18    | 1     |
| Santiago Wanderers · Chile        | 2.ª           | 2018          | 30    | 2     | 2                | 0                | 3                       | 0                       | 35    | 2     |
| Santiago Wanderers · Chile        | 2.ª           | 2019          | 19    | 0     | 3                | 0                | —                       | —                       | 22    | 0     |
| Santiago Wanderers · Chile        | 1.ª           | 2020          | 31    | 1     | —                | —                | —                       | —                       | 31    | 1     |
| Santiago Wanderers · Chile        | Total club    | Total club    | 128   | 5     | 16               | 0                | 3                       | 0                       | 147   | 5     |
| Unión La Calera · Chile           | 1.ª           | 2021          | 27    | 0     | 2                | 0                | 5                       | 0                       | 34    | 0     |
| Unión La Calera · Chile           | 1.ª           | 2022          | 11    | 0     | 2                | 0                | 6                       | 0                       | 19    | 0     |
| Unión La Calera · Chile           | Total club    | Total club    | 38    | 0     | 4                | 0                | 11                      | 0                       | 53    | 0     |
| Independiente del Valle · Ecuador | 1.ª           | 2022          | 12    | 1     | 5                | 0                | 5                       | 0                       | 22    | 1     |
| Independiente del Valle · Ecuador | 1.ª           | 2023          | 20    | 0     | 1                | 0                | 10                      | 0                       | 31    | 0     |
| Independiente del Valle · Ecuador | 1.ª           | 2024          | 22    | 0     | 6                | 0                | 5                       | 0                       | 33    | 0     |
| Independiente del Valle · Ecuador | 1.ª           | 2025          | 19    | 0     | 0                | 0                | 7                       | 0                       | 26    | 0     |
| Independiente del Valle · Ecuador | Total club    | Total club    | 73    | 1     | 12               | 0                | 27                      | 0                       | 112   | 1     |
| Total carrera                     | Total carrera | Total carrera | 239   | 6     | 32               | 0                | 41                      | 0                       | 312   | 6     |
| 1. 2. 3.                          |               |               |       |       |                  |                  |                         |                         |       |       |

### Resumen estadístico
| Competición               | Partidos | Goles |
| ------------------------- | -------- | ----- |
| Primera División de Chile | 117      | 3     |
| Primera B de Chile        | 49       | 2     |
| Copa Chile                | 20       | 0     |
| Copa Libertadores         | 22       | 0     |
| Copa Sudamericana         | 17       | 0     |
| Serie A de Ecuador        | 73       | 1     |
| Copa Ecuador              | 11       | 0     |
| Recopa Sudamericana       | 2        | 0     |
| Supercopa de Ecuador      | 1        | 0     |
| Total                     | 312      | 6     |

## Palmarés

### Títulos nacionales
| Título               | Club                    | País    | Año  |
| -------------------- | ----------------------- | ------- | ---- |
| Copa Chile           | Santiago Wanderers      | Chile   | 2017 |
| Primera B            | Santiago Wanderers      | Chile   | 2019 |
| Copa Ecuador         | Independiente del Valle | Ecuador | 2022 |
| Supercopa de Ecuador | Independiente del Valle | Ecuador | 2023 |

### Títulos internacionales
| Título              | Club                    | Sede           | Año  |
| ------------------- | ----------------------- | -------------- | ---- |
| Copa Sudamericana   | Independiente del Valle | Córdoba        | 2022 |
| Recopa Sudamericana | Independiente del Valle | Río de Janeiro | 2023 |

### Distinciones individuales
| Distinción                 | Año  |
| -------------------------- | ---- |
| Medalla Cruce de Los Andes | 2017 |